# Chantier naval d'Antigua
Le chantier naval d'Antigua, nommé localement Nelson's Dockyard, est un site portuaire de l'English Harbour (en) sur l'île d'Antigua. Il fait partie du parc national de Nelson's Dockyard et est nommé d'après l'amiral Horatio Nelson, qui y vit de 1784 à 1787. Il s'agit d'un ancien chantier naval britannique.
L'ensemble de bâtiments et des installations portuaires, protégé par une enceinte fortifiée, est inscrit au Patrimoine mondial de l'Unesco sous le nom de « Chantier naval d’Antigua et sites archéologiques associés ».

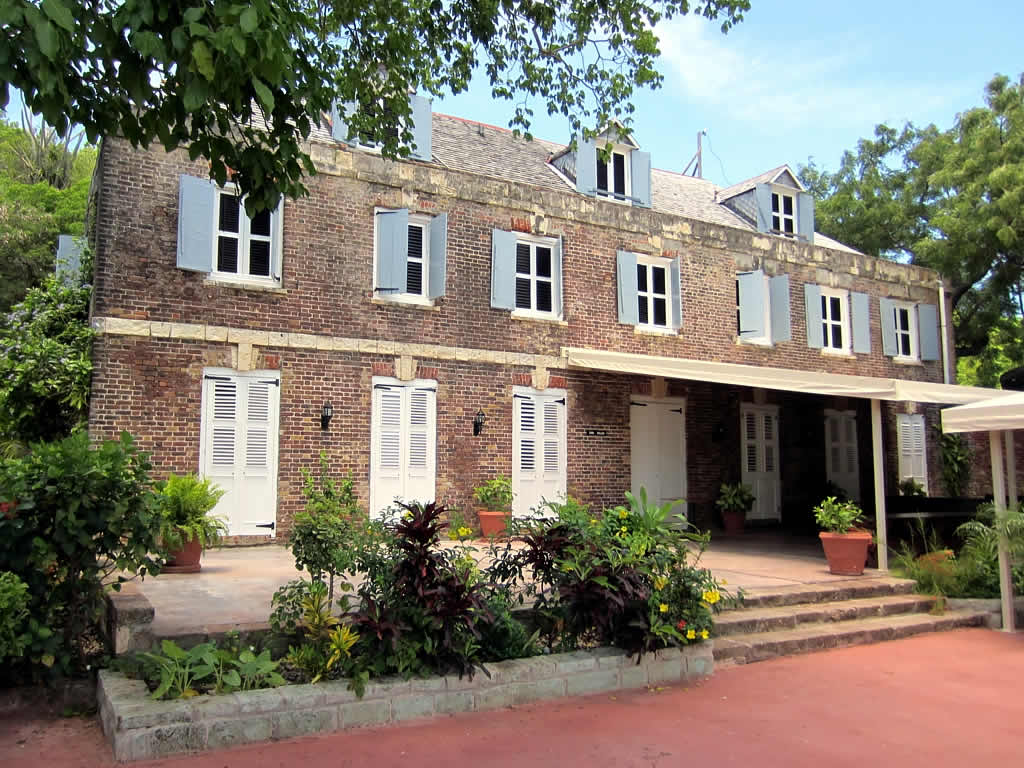
The Admiral's Inn.